# Grupo de Investigación y Estadísticas del Fútbol del Interior
El Grupo de Investigación y Estadísticas del Fútbol del Interior (GIEFI) es un grupo de estadistas, periodistas, historiadores y aficionados al fútbol, que se dedica a recopilar información histórica y actual del fútbol del interior uruguayo (todos los departamentos excepto Montevideo). Fue fundado el 25 de abril de 2002. Es una sección especializada del Rec.Sport.Soccer Statistics Foundation.

## Historia
El 29 de noviembre de 1990 Alejandro de León y Walter Acarino fundan en la ciudad de Treinta y Tres el Centro de Estudios del Fútbol Olimareño (CEFO), mayor institución estadista dedicada al fútbol de ese departamento. Luego esa institución se fue expandiendo, al incorporar información de campeonatos a nivel nacional y de otros departamentos. Desde 1998, Martín Tabeira colabora con RSSSF, y en 2001 se comunicó con Alejandro de León; juntos decidieron publicar toda su información futbolística en RSSSF. Inmediatamente, a la publicación de estos artículos, apareció gente con los mismos intereses: Germán Rodríguez, Julio Campopiano y Marco da Silva. Finalmente, el 25 de abril de 2002 se creó oficialmente el GIEFI, teniendo como miembros fundadores a Alejando de León, Martín Tabeira, Germán Rodríguez, Julio Campopiano y Marco da Silva. También es de destacar el ingreso al grupo de Héctor Sicco, todo un referente de la estadística deportiva del fútbol uruguayo y mundial. El grupo estudia ligas tanto afiliadas como no afiliadas a la Organización del Fútbol del Interior.

## Comunicación

### Portal
Con pocos meses de vida, pero con ya casi 20 miembros, el GIEFI inauguró su portal de internet el 5 de septiembre de 2002 gracias al aporte de Gustavo Sanz, también miembro del grupo. En el mismo, se pueden encontrar secciones para el seguimiento de los torneos en andamiento e información histórica. No se limita a ninguna categoría, ya que contiene información de mayores, juveniles y femenino, así como a nivel de clubes y de selecciones, del fútbol.

### Comunicados
A partir del 23 de diciembre de 2002, y desde entonces dos veces por semana, el grupo brinda un resumen con todos los resultados de los últimos días, así como estadísticas y noticias. Desde abril de 2007 se envía un solo comunicado por semana. Los comunicados se envían por correo electrónico a medios de prensa y aficionados.

## Ranking de clubes
En mayo de 2004 se publicó a través un comunicado la primera edición del Ranking de Clubes del Interior. El mismo, creado sobre la base de criterios previamente definidos en un reglamento, agrupa a la gran mayoría de los clubes del interior uruguayo en un ranking ordenados por su actuación a nivel local y nacional en los últimos 12 meses de actividad. El ranking fue un nuevo éxito para el grupo.

## Consejo Directivo
El Consejo Directivo es el encargado de tomar decisiones tales como el ingreso de nuevos miembros, entre otras cosas. Esta es su actual composición:
- Presidente: Alejandro de León
- Secretario y Encargado de RR.PP.: Martín Tabeira
- Vocales: Julio Campopiano, Leonardo Rodríguez y Javier Sosa